# 奥登林山
奥登林山（發音：[ˈoːdn̩valt] ⓘ），歐洲山脈，位於德國黑森、巴伐利亞、巴登-符腾堡，是知名的旅遊勝地，由曼海姆或法蘭克福的市區前往皆頗為便捷，山區內有多條行山徑，森林中隨處可見野生藍莓、草莓和蕈類。

## 地理劃分

### 县
- 贝格施特拉瑟县
- 达姆施塔特-迪堡县
- 美因-陶伯县
- 米尔滕贝格县
- 内卡-奥登林山县
- 奥登林山县
- 莱茵-内卡县

### 非县辖城市
- 海德堡
- 达姆施塔特

## 外部連結
- Odenwald – Official page of Odenwald-Regional-Gesellschaft (OREG) （页面存档备份，存于） （德文）
- UNESCO Geo-Park – Official page of Geo-Naturpark Bergstraße-Odenwald （页面存档备份，存于） （德文）
- Odenwaldklub – Official page of Odenwaldklub （页面存档备份，存于） （德文）
- Regionalentwicklung Odenwald – Official page of Interessengemeinschaft Odenwald e.V. (IGO) （德文）